# Organização que aprende
Na gestão empresarial, uma organização que aprende, também chamada de organização de aprendizagem, é uma empresa que facilita o aprendizado de seus membros e se transforma continuamente. O conceito foi cunhado através do trabalho e pesquisa de Peter Senge e seus colegas.
As organizações que aprendem podem se desenvolver como resultado das pressões enfrentadas pelas organizações modernas; isso permite que eles permaneçam competitivos no ambiente de negócios.

## Características
Existem muitas definições de uma organização de aprendizagem, bem como tipologias de tipos de organizações que aprendem.
Peter Senge afirmou em uma entrevista que uma organização que aprende é um grupo de pessoas que trabalham juntas coletivamente para aprimorar suas capacidades de criar resultados com os quais realmente se importam. Senge popularizou o conceito de organização que aprende através de seu livro A Quinta Disciplina. No livro, ele propôs as seguintes cinco características:

### Pensamento sistêmico
A ideia da organização de aprendizagem desenvolveu-se a partir de um corpo de trabalho chamado pensamento sistêmico. Esta é uma estrutura conceitual que permite que as pessoas estudem negócios como objetos delimitados. As organizações que aprendem usam esse método de pensamento ao avaliar sua empresa e possuem sistemas de informação que medem o desempenho da organização como um todo e de seus vários componentes. O pensamento sistêmico afirma que todas as características de uma organização que aprende devem ser aparentes de uma só vez em uma organização para que ela seja uma organização que aprende. Se algumas dessas características estiverem ausentes, a organização ficará aquém de seu objetivo. No entanto, O'Keeffe acredita que as características de uma organização que aprende são fatores que são gradualmente adquiridos, ao invés de desenvolvidos simultaneamente.

### Maestria pessoal
O comprometimento de um indivíduo com o processo de aprendizagem é conhecido como domínio ou maestria pessoal. Existe uma vantagem competitiva para uma organização cuja força de trabalho pode aprender mais rapidamente do que a força de trabalho de outras organizações. A aprendizagem é considerada mais do que apenas adquirir informações; é expandir a capacidade de ser mais produtivo aprendendo como aplicar nossas habilidades para trabalhar da maneira mais valiosa. A maestria pessoal aparece também de forma espiritual como, por exemplo, clarificação do foco, visão pessoal e capacidade de ver e interpretar a realidade de forma objetiva. A aprendizagem individual é adquirida através do treinamento, desenvolvimento e autoaperfeiçoamento contínuo da equipe; no entanto, a aprendizagem não pode ser imposta a um indivíduo que não seja receptivo à aprendizagem. A pesquisa mostra que a maior parte da aprendizagem no local de trabalho é incidental, e não o produto de treinamento formal, portanto, é importante desenvolver uma cultura em que o domínio pessoal seja praticado na vida diária. Uma organização que aprende tem sido descrita como a soma do aprendizado individual, mas deve haver mecanismos para que o aprendizado individual seja transferido para o aprendizado organizacional. O domínio pessoal possibilita muitos resultados positivos, como desempenho individual, autoeficácia, automotivação, senso de responsabilidade, comprometimento, paciência e foco em assuntos relevantes, bem como equilíbrio entre vida pessoal e profissional e bem-estar.

### Modelos mentais
Suposições e generalizações mantidas por indivíduos e organizações são chamadas de modelos mentais. Os modelos mentais pessoais descrevem o que as pessoas podem ou não detectar. Devido à observação seletiva, os modelos mentais podem limitar as observações das pessoas. Para se tornar uma organização que aprende, esses modelos devem ser identificados e desafiados. Os indivíduos tendem a adotar teorias, que são o que pretendem seguir, e teorias em uso, que são o que realmente fazem. Da mesma forma, as organizações tendem a ter 'memórias' que preservam certos comportamentos, normas e valores. Ao criar um ambiente de aprendizagem, é importante substituir as atitudes de confronto por uma cultura aberta que promove a pesquisa e a confiança. Para conseguir isso, a organização que aprende precisa de mecanismos para localizar e avaliar as teorias organizacionais de ação. Valores indesejados precisam ser descartados em um processo chamado 'desaprendizagem'. Wang e Ahmed referem-se a isso como 'aprendizagem de loop triplo'. Para as organizações, surgem problemas quando os modelos mentais evoluem abaixo do nível de consciência. Portanto, é importante examinar as questões de negócios e questionar ativamente as práticas de negócios atuais e as novas habilidades antes que elas sejam integradas às novas práticas.

### Visão compartilhada
O desenvolvimento de uma visão compartilhada é importante para motivar a equipe a aprender, pois cria uma identidade comum que fornece foco e energia para o aprendizado. As visões mais bem-sucedidas se baseiam nas visões individuais dos funcionários em todos os níveis da organização, portanto, a criação de uma visão compartilhada pode ser prejudicada por estruturas tradicionais onde a visão da empresa é imposta de cima. Portanto, as organizações que aprendem tendem a ter estruturas organizacionais planas e descentralizadas. A visão compartilhada geralmente é vencer um concorrente; no entanto, Senge afirma que são metas transitórias e sugere que também devam existir metas de longo prazo que sejam intrínsecas à empresa. Por outro lado, a falta de objetivos claramente definidos pode afetar negativamente a organização, pois não consegue conquistar a confiança de seus membros. Aplicar as práticas de uma visão compartilhada cria um ambiente adequado para o desenvolvimento da confiança por meio da comunicação e colaboração dentro da organização. Como resultado, a visão compartilhada construída estimula os membros a compartilharem suas próprias experiências e opiniões, potencializando os efeitos da aprendizagem organizacional.

### Aprendizagem em equipe
O acúmulo de aprendizado individual constitui o aprendizado em equipe. O benefício da equipe ou da aprendizagem compartilhada é que a equipe aprende mais rapidamente e a capacidade de resolução de problemas da organização é aprimorada por meio de um melhor acesso ao conhecimento e experiência. As organizações que aprendem têm estruturas que facilitam o aprendizado em equipe com recursos como cruzamento de limites e abertura. Em reuniões de equipe, os membros podem aprender melhor uns com os outros concentrando-se em ouvir, evitando interrupções, demonstrando interesse e respondendo. Em tal ambiente de aprendizado, as pessoas não precisam esconder ou ignorar suas divergências, então elas tornam seu entendimento coletivo mais rico. Três dimensões da aprendizagem em equipe, de acordo com Senge, são: "a capacidade de pensar com perspicácia sobre questões complexas", "a capacidade de tomar ações inovadoras e coordenadas" e "a capacidade de criar uma rede que permitirá que outras equipes para agir também". Em uma organização de aprendizagem, as equipes aprendem a pensar juntas. A aprendizagem em equipe é o processo de adaptação e desenvolvimento da capacidade da equipe para criar os resultados que seus membros realmente desejam. O aprendizado em equipe exige que os indivíduos se envolvam em diálogo e discussão; portanto, os membros da equipe devem desenvolver uma comunicação aberta, significado compartilhado e compreensão compartilhada. As organizações que aprendem normalmente possuem excelentes estruturas de gestão do conhecimento, permitindo a criação, aquisição, disseminação e implementação desse conhecimento na organização. As equipes usam ferramentas como um ciclo de aprendizado de ação e diálogo. O aprendizado em equipe é apenas um elemento do ciclo de aprendizado. Para que o ciclo seja completo, ele deve incluir todas as cinco características mencionadas acima.

## Desenvolvimento
As organizações não se desenvolvem organicamente em organizações que aprendem; existem fatores que levam à sua mudança. À medida que as organizações crescem, elas perdem sua capacidade de aprender à medida que as estruturas da empresa e o pensamento individual se tornam rígidos. Quando surgem problemas, as soluções propostas muitas vezes acabam sendo apenas de curto prazo (aprendizagem de loop único em vez de aprendizado de loop duplo) e ressurgem no futuro. Para se manterem competitivas, muitas organizações se reestruturaram, com menos pessoas na empresa. Isso significa que aqueles que permanecem precisam trabalhar de forma mais eficaz. Para criar uma vantagem competitiva, as empresas precisam aprender mais rápido do que seus concorrentes e desenvolver uma cultura responsiva ao cliente. Chris Argyris identificou que as organizações precisam manter o conhecimento sobre novos produtos e processos, entender o que está acontecendo no ambiente externo e produzir soluções criativas usando o conhecimento e as habilidades de todos dentro da organização. Isso requer cooperação entre indivíduos e grupos, comunicação livre e confiável e uma cultura de confiança.
Para que ocorra qualquer aprendizado, também nas organizações, é necessário que haja difusão do conhecimento. A difusão nem sempre é fácil de realizar, pois depende da disposição do receptor em aceitar o novo conhecimento, da necessidade da nova informação e da relação do conhecimento existente com a nova informação. O conhecimento mais útil raramente é algo que se forma na cabeça de alguém e depois se difunde para os outros. O conhecimento útil geralmente consiste em diferentes informações que são então combinadas. Para a coleta de informações, as organizações precisam de algum tipo de repositório de conteúdo para todas as informações. Esses repositórios são hoje em dia geralmente construídos com o auxílio da tecnologia da informação. Com um repositório de informações e uma infraestrutura de conhecimento, que simplifica a criação do conhecimento de forma prática, uma organização terá todo o seu conhecimento disponível para todos na organização, o que facilitará ainda mais o aprendizado na organização.

## Benefícios
Um dos principais benefícios oferecidos por uma organização que aprende é uma vantagem competitiva. Essa vantagem competitiva pode ser fundamentada em diferentes estratégias, que podem ser adquiridas pela aprendizagem organizacional. Uma forma de obter uma vantagem competitiva é a flexibilidade estratégica. O fluxo contínuo de novas experiências e conhecimentos mantém a organização dinâmica e preparada para a mudança. Em um ambiente institucional em constante mudança, isso pode ser um fator-chave para uma vantagem. Um melhor gerenciamento dos investimentos exploratórios e da atuação exploradora de uma organização também pode ser um benefício de uma organização que aprende. Em seguida, uma vantagem competitiva de uma empresa pode ser obtida por preços mais baixos e melhor qualidade dos produtos. Por meio da aprendizagem organizacional, tanto a liderança em custo quanto as estratégias de diferenciação são possíveis. A capacidade de reconfigurar ações com base nas necessidades e no ambiente evita a troca entre os dois. Em geral, o desempenho do cliente de organizações de aprendizagem pode ser melhor, que é o canal direto e mensurável, que estabelece uma vantagem competitiva. Outro aspecto importante é a inovação, que está intimamente relacionada com a aprendizagem. Ao encorajar as pessoas a aprender e se desenvolver, um ambiente mais inovador é comumente gerado, ideias inovadoras vindas de, por exemplo, comunidades de prática podem resultar em maior aprendizado organizacional geral.
Outros benefícios de uma organização que aprende são:
- Manter os níveis de inovação e manter-se competitivo[12]
- Ter o conhecimento para melhor vincular os recursos às necessidades do cliente[3]
- Melhorar a qualidade dos resultados em todos os níveis[3]
- Melhorar a imagem corporativa tornando-se mais orientada para as pessoas[3]
- Aumentar o ritmo de mudança dentro da organização[3]
- Fortalecimento do senso de comunidade na organização[3]
- Melhorando a tomada de decisões de longo prazo[8]
- Melhorando o compartilhamento de conhecimento[8]